# هاو يو لايك ذات
«هاو يو لايك ذات» هي أغنية سجلتها فرقة الفتيات الكوريه الشهيره بلاكبينك. تم إصدارها في 26 يونيو 2020، بواسطة واي جي إنترتينمنت وإنترسكوب ريكوردز، كأول أغنية منفردة لأول ألبوم استوديو كوري للفرقة (ثاني ألبوم أستوديو بصفة عامة) بعنوان ذا ألبوم، الذي من المقرر إصداره في 2 أكتوبر 2020.
يحمل الفيديو الموسيقي لـ «هاو يو لايك ذات» رقمًا قياسيًا باعتباره حصل على أكثر من 1B مشاهدة اثناء العرض الأول للفيديو على اليوتيوبوهو أول فيديو يحقق ذلك
وفقًا للعضوة ليسافي مقدمة برنامج الفرقة الواقعي القادم 24/365 مع بلاكبينك، فإن الأغنية هي مختلفة عن أغاني الفرقة «القوية» السابقة، مستشهدة بأن هذه الأغنية مفهومها «غامض».

## الخلفية والإصدار
في 4 مايو 2020، أفيد أن فرقة الفتيات أنهت التسجيل لألبومهن الجديد، وأنهن يعملن على جدول زمني لتصوير الفيديو الموسيقي. وفي وقت لاحق من ذلك الشهر. في 18 مايو من نفس العام، شاركت شركة واي جي إنترتينمنت، تحديثاً للمشروع، المتوقع إصداره في يونيو 2020، وكشفت ان هناك أكثر من 10 أغنيات لألبومهم الكامل الأول القادم. في 10 يونيو 2020، ونشرت وكالة واي جي ملصق تشويقي للأغنية على جميع منصات وسائل التواصل الاجتماعي، وكشفت عن تاريخ الأغنية وهو 26 يونيو. وبعد ثلاثة أيام، أصدرت واي جي مقدمة عن أحدث برنامج واقعي لهم بعنوان 24/365 مع بلاكبينك، سيوثق البرنامج عودتهم إلى جانب مشاركة حياتهم من اليومية.
بعد يوم واحد، تم الكشف عن أسم الأغنية على وسائل التواصل الاجتماعي الخاصة بهم.
في 15 يونيو، نشرت واي جي ملصقات فردية للأعضاء وفي اليوم التالي تم الكشف عن ملصق تشويقي أخر مع أسم الأغنية. وتم إصدار صور تشويقية أخرى في 17 يونيو.  واصدر مقاطع فيديو لمفهوم الأغنية ويضم الفيديو ظهور الأعضاء في 18 و 19 يونيو. وتم الكشف عن صور المفاهيم في 20 يونيو،  وتم إصدار مقطع الفيديو التشويقي بعد يوم واحد،
وكشف عن الملصق التشويقي الرسمي للفرقة في 22 يونيو. وتم إصدار الفيديو التشويقي للفيديو الموسيقى للأغنية في 24 يونيو.وعرضت الأغنية لأول مرة رسميًا في 26 يونيو 2020، بعد العد التنازلي المباشر الذي أستمر لمدة ساعة. تم إصدار نسخة مادية من الأغنية في 17 يوليو 2020، والتي تضم نسخة الموسيقى فقط للأغنية.

## الفيديو الموسيقى
الفيديو الموسيقي لـ «هاو يو لايك ذات» من إخراج سيو هيون سيونج، الذي أخرج سابقًا فيديو موسيقى «ددو-دو ددو-دو» و «اقتل هذا الحب».  يحمل الفيديو الموسيقي لـ «هاو يو لايك ذات» رقمًا قياسيًا باعتباره حصل على أكثر من 1.65 مليون مشاهدة اثناء العرض الأول للفيديو على اليوتيوب ، لاحقًا، أصبح أكثر فيديو مشاهدة في 24 ساعة على اليوتيوب، حيث حصل على 86.3 مليون مشاهدة ومازال الفيديو يحمل الرقم القياسي حتى الآن، الفيديو الموسيقى أيضا اسرع فيديو يصل إلى 100 مليون مشاهدة على اليوتيوب، حيث حقق ذلك في 32 ساعة منذ إصداره، اعتبارًا من 3 يوليو 2020، حصل الفيديو على أكثر من 200 مليون مشاهدة، وصل إليها في حوالي 7 أيام، وهو أسرع يصل ذلك. كما أنه من بين مقاطع الفيديو الأكثر إعجابًا على اليوتيوب بأكثر من 14 مليون إعجاب. اعتبارًا من أغسطس 2020، حصد الفيديو الموسيقى على أكثر من 400 مليون مشاهدة.
أثار الفيديو الموسيقى جدل على وسائل التواصل الاجتماعي بعد إصدار الفيديو الموسيقي بسبب ظهور الإله الهندوسي غانيشا. في المشهد، ظهر تمثال اللورد غانيشا وتم وضعه على الأرض، والذي اعتبره العديد من المعجبين تصرف غير لائق ومهين. لاحقًا تم التعديل على الفيديو مع نسخة دون ظهور اللورد غانيشا.

## جوائز

### موسوعة غينيس للأرقام القياسية
حصلت الفرقة على جائزة موسوعة غينيس للأرقام القياسية لأكثر فيديو موسيقى مشاهدة في 24 ساعة، أكثر فيديو موسيقى مشاهدة لفرقة كي-بوب في 24 ساعة، أكثر فيديو مشاهدة اثناء العرض الأول للفيديو على اليوتيوب، تعتبر بلاكبينك الفرقة والفنان الوحيد التي يحمل كل تلك الأرقام القياسية.
| السنة | التقديم                       | الجائزة                                                 | مراجع. |
| ----- | ----------------------------- | ------------------------------------------------------- | ------ |
| 2020  | موسوعة غينيس للأرقام القياسية | اكثر فيديو مشاهدة على اليوتيوب في 24 ساعة               | [ 24 ] |
| 2020  | موسوعة غينيس للأرقام القياسية | اكثر فيديو موسيقى يوتيوب مشاهدة في 24 ساعة              | [ 24 ] |
| 2020  | موسوعة غينيس للأرقام القياسية | اكثر فيديو موسيقى يوتيوب مشاهدة لفرقة كي-بوب في 24 ساعة | [ 24 ] |
| 2020  | موسوعة غينيس للأرقام القياسية | اكثر فيديو عرض أول مشاهدة على اليوتيوب                  | [ 24 ] |
| 2020  | موسوعة غينيس للأرقام القياسية | اكثر فيديو موسيقى عرض أول مشاهدة على اليوتيوب           | [ 24 ] |

| البرنامج        | القناة          | التاريخ        | مراجع.        |
| --------------- | --------------- | -------------- | ------------- |
| إنكيغايو        | سي بي سي        | يوليو 5, 2020  | [ 25 ]        |
| إنكيغايو        | سي بي سي        | يوليو 12, 2020 | [ 26 ]        |
| إنكيغايو        | سي بي سي        | يوليو 19, 2020 | [بحاجة لمصدر] |
| شوو تشامبين     | إم بي سي ميوزيك | يوليو 8, 2020  | [بحاجة لمصدر] |
| شوو تشامبين     | إم بي سي ميوزيك | يوليو 15, 2020 | [بحاجة لمصدر] |
| إم كاونت داون   | إمنت            | يوليو 9, 2020  | [بحاجة لمصدر] |
| إم كاونت داون   | إمنت            | يوليو 16, 2020 | [بحاجة لمصدر] |
| ميوزيك بانك     | كي بي سي        | يوليو 10, 2020 | [بحاجة لمصدر] |
| ميوزيك بانك     | كي بي سي        | يوليو 24, 2020 | [بحاجة لمصدر] |
| شوو! ميوزيك كور | إم بي سي        | يوليو 11, 2020 | [بحاجة لمصدر] |
| شوو! ميوزيك كور | إم بي سي        | يوليو 18, 2020 | [بحاجة لمصدر] |
| شوو! ميوزيك كور | إم بي سي        | يوليو 25, 2020 | [ 27 ]        |

| الجائزة                 | التاريخ        | مراجع. |
| ----------------------- | -------------- | ------ |
| جائزة الشعبية الأسبوعية | يوليو 6, 2020  | [ 28 ] |
| جائزة الشعبية الأسبوعية | يوليو 13, 2020 | [ 28 ] |
| جائزة الشعبية الأسبوعية | يوليو 20, 2020 | [ 28 ] |

جوائز الماما
جائزه أفضل رقصه لفرقه بنات

## الاداء التجاري
في سبوتيفاي، «هاو يو لايك ذات» ظهرت لأول مرة في المرتبة الرابعة في المخطط العالمي مع 4.073 مليون إستماع، بذلك كسرت الفرقة الرقم القياسي لأكبر فرقة فتيات تحقق ذلك في تاريخ سبوتيفاي، وفي المرتبة العاشرة في الولايات المتحدة مع 762,000 إستماع، في اليوم التالي، ارتفعت الأغنية من رقم خمسة إلى اثنين على مخطط سبوتيفاي العالمي. كما ارتفعت الأغنية في الولايات المتحدة، حيث ارتفعت من المرتبة العاشرة إلى المرتبة ثمانية. ظهرت الأغنية أيضًا في المرتبة الأولى على آي تيونز في أكثر من 60 دولة، وهي الأغنية الأعلى لفرقة فتيات، محطمة الرقم القياسي لبلاكبينك السابق الذي تم تحقيقه في مايو بأغنية سكاكر حامضة بالتعاون مع ليدي غاغا 
في اليابان، ظهرت الأغنية لأول مرة في رقم 17 على مخطط بيلبورد هوت 100 اليابان مع 3952 مبيعات مجمعة. كما ظهر لأول مرة في المرتبة 23 على مخطط أعلى الأغاني المتدفقة وعلى الرقم 19 على مخطط أعلى الأغاني تنزيلاً. كما ظهر لأول مرة في المرتبة 24 على مخطط أوريكون فئة الأغاني الفردية ووصلت المبيعات 8,219 مع التنزيلات و 1,804,749 إستماع في أول ثلاثة أيام.
في كوريا الجنوبية، حققت الأغنية 'بيرفكت ال-كيل' حيث تصدرت مخططات كورية جنوبية بارزة مثل ميلون، سوريبادا، جيني، نافير، بيغز وفلو، واصبحت أول أغنية كي-بوب في هذا العقد تحقق ذلك ، في ميلون، أكبر منصة إستماع في كوريا الجنوبية، ظهرت الأغنية لأول مرة في المرتبة 1، مما جعل الاغنية أول أغنية تظهر في المرتبة الأولى فور إصداراها منذ سنتين ، الأغنية ظهرت في المرتبة 12 في مخطط غاون فقط منذ يوم واحد و 16 ساعات من إصداراها ، وصلت للمرتبة الأولى في اسبوعها الثاني. في الأسبوع التالي (28 يونيو - 4 يوليو) وصلت إلى المركز الأول على مخطط غاون، مما جعلها ثالث أغنية منفردة لبلاكبينك تحقق ذلك، بعد أغنيتهم «ويسل» (2016) و «ددو-دو ددو-دو» (2018). تصدرت الأغنية المخطط لمدة ثلاثة أسابيع وأصبحت أول أغنية للفرقة منذ «ددو-دو ددو-دو» لتتصدر مخطط غاون الشهري. ظهرت النسخة المادية من الأغنية المرتبة اثنان في مخطط ألبومات غاون، ووصلت في المرتبة الأولى في الأسبوع التالي. باعت الأغنية 299,640 نسخة في كوريا الجنوبية اعتبارًا من أغسطس 2020. ظهرت الأغنية لأول مرة في المرتبة 50 على مخطط بيلبورد كي-بوب هوت 100 في تاريخ إصدار 27 يونيو، وتصدرت المخطط في الأسبوع التالي (4 يوليو).
في الولايات المتحدة، الأغنية ظهرت في المرتبة 1 على آي تيونز فئة الأغاني الفردية وهو ثانٍ دخول للفرقة في المنصة، الأغنية ظهرت في المرتبة 21 مخطط رولينغ ستون مع 48,100 وحدة مبيع و 4.5 مليون إستماع ، والمرتبة 25 على بيلبورد هوت 100، يعتبر اعلى دخول للفرقة في المخطط واعلى دخول لفرقة فتيات كي-بوب، باعت الأغنية 16400 نسخة في أسبوع إصدارها وغرجت المخطط بعد أسبوعين. وصلت إلى أعلى مراتب العشرين في أستراليا وكندا وإستونيا والمجر ونيوزيلندا والمملكة المتحدة واسكتلندا.

## المخططات
| مخططات (2020)                             | المرتبة |
| ----------------------------------------- | ------- |
| الأرجنتين (Argentina Hot 100)             | 83      |
| أستراليا (ARIA)                           | 12      |
| ألمانيا (Official German Charts)          | 66      |
| إيرلندا (IRMA)                            | 26      |
| اليابان (Japan Hot 100)                   | 17      |
| اليابان (Oricon)                          | 24      |
| ماليزيا (آر آي إم)                        | 1       |
| هولندا (Single Top 100)                   | 77      |
| نيوزلندا (Recorded Music NZ)              | 14      |
| اسكتلندا (Official Charts Company)        | 13      |
| كوريا الجنوبية (Gaon)                     | 12      |
| السويد (Sverigetopplistan)                | 92      |
| المملكة المتحدة (Official Charts Company) | 20      |

## تاريخ الإصدار
| المنطقة | التاريخ       | النوع                   | الشركة                     | مراجع. |
| ------- | ------------- | ----------------------- | -------------------------- | ------ |
| متعدد   | 26 يونيو 2020 | تحميل رقمي وسائط متدفقة | واي جي إنترسكوب            | [ 61 ] |
| إيطاليا | يوليو 3 2020  | نوع راديو               | مجموعة يونيفرسال الموسيقية | [ 62 ] |

## الائتمان والأفراد

### مواقع التسجيل
- واي جي إنترتينمنت

### الأفراد
- جيسو – صوت غنائي
- جيني – صوت غنائي
- روزي – صوت غنائي
- ليسا – صوت غنائي
- داني تشونغ – كاتب الأغنية
- تيدي بارك – منتج وكاتب الأغنية
- أر. تي – منتج
- 24 – منتج